# Marcigny
Marcigny là một xã trong tỉnh Saône-et-Loire, thuộc vùng Bourgogne-Franche-Comté của nước Pháp, có dân số là 1999 người (thời điểm 2004).

## Nhân khẩu học
| 1962  | 1968  | 1975  | 1982  | 1990  | 1999  |
| ----- | ----- | ----- | ----- | ----- | ----- |
| 2.281 | 2.403 | 2.611 | 2.543 | 2.261 | 1.999 |

## Các thành phố kết nghĩa
- Freinsheim, Đức